# Berety w US Army

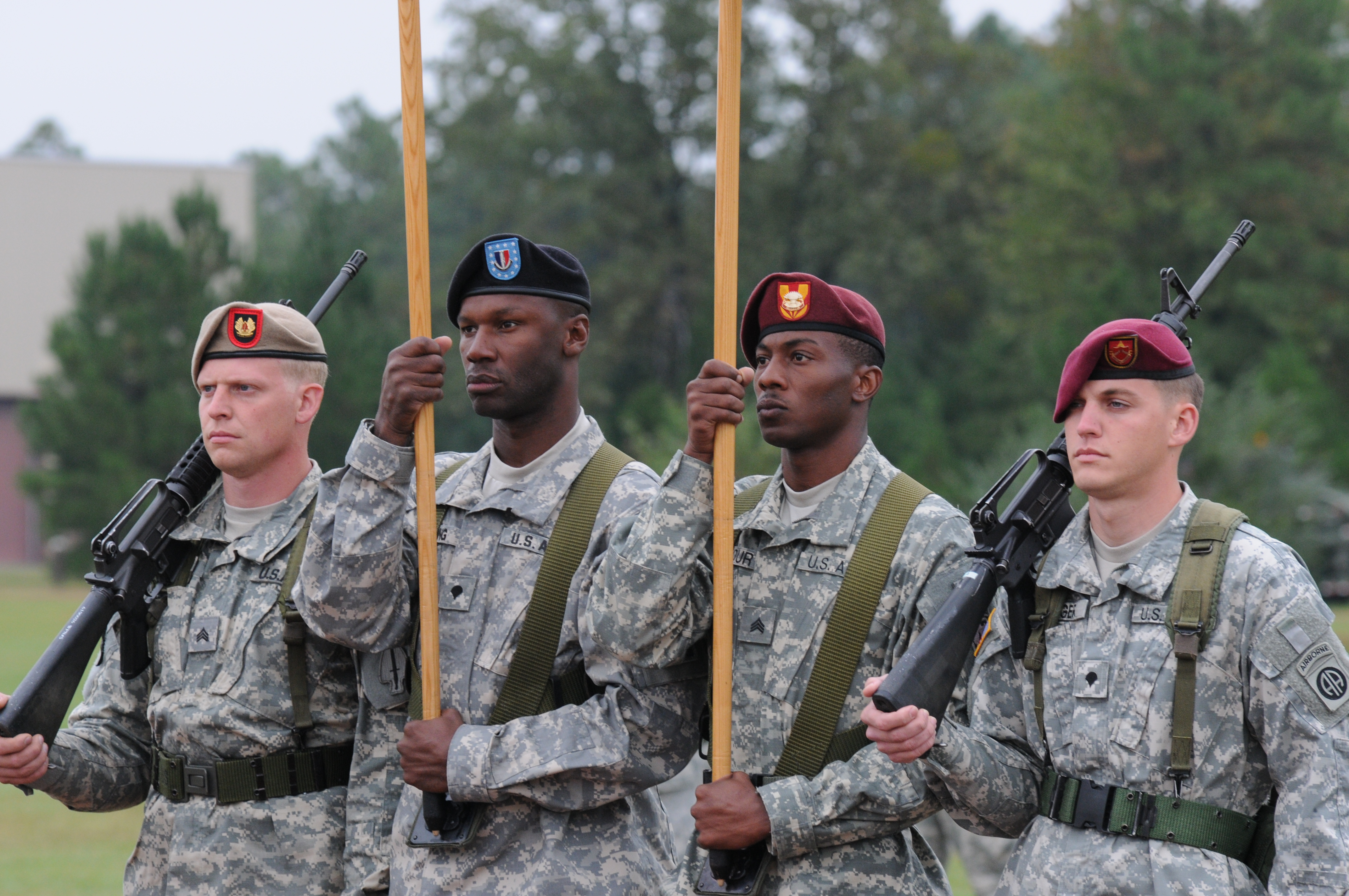
Przykłady różnych beretów wykorzystywanych w US Army

Berety w US Army – nakrycie głowy będące częścią munduru żołnierza US Army.
Współcześnie w US Army w użyciu jest pięć kolorów beretów: czarny, bordowy, zielony, piaskowy (tan) i brązowy.

## Beret czarny

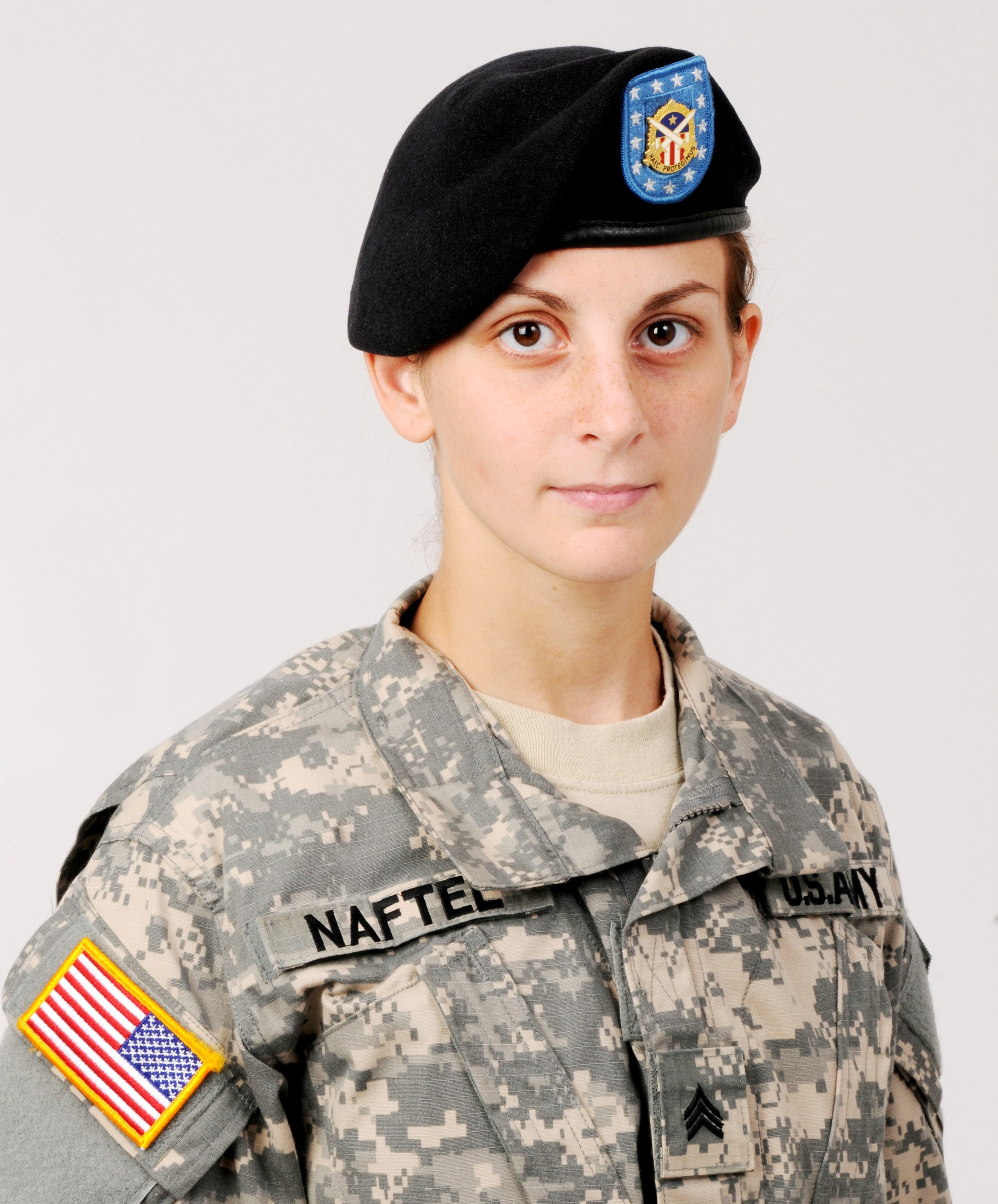
Żołnierz US Army w czarnym berecie

Czarne berety pojawiły się w US Army w roku 1951. Otrzymywali je żołnierze 10 i 11 kompanii rangersów podczas szkolenia w Camp Carson w Kolorado. W 30 stycznia 1975 czarny beret został zatwierdzony jako przepisowe nakrycie głowy oddziałów Rangers. Przez wiele lat czarny beret był symbolem rangresów. 
Czarne berety były noszone także przez niektóre jednostki pancerne.
Od 28 listopada 2001 roku beret koloru czarnego stał się przepisowym nakryciem głowy żołnierza US Army. Wyjątkiem są jednostki, gdzie zostały zatwierdzone berety w innych kolorach. 
Od 13 czerwca 2011 roku berety czarne obowiązują tylko do munduru wyjściowego Army Service Uniform. Podstawowym nakryciem głowy do umundurowania polowego ACU stała się czapka patrolowa (Patrol Cap).

## Beret bordowy (Maroon)

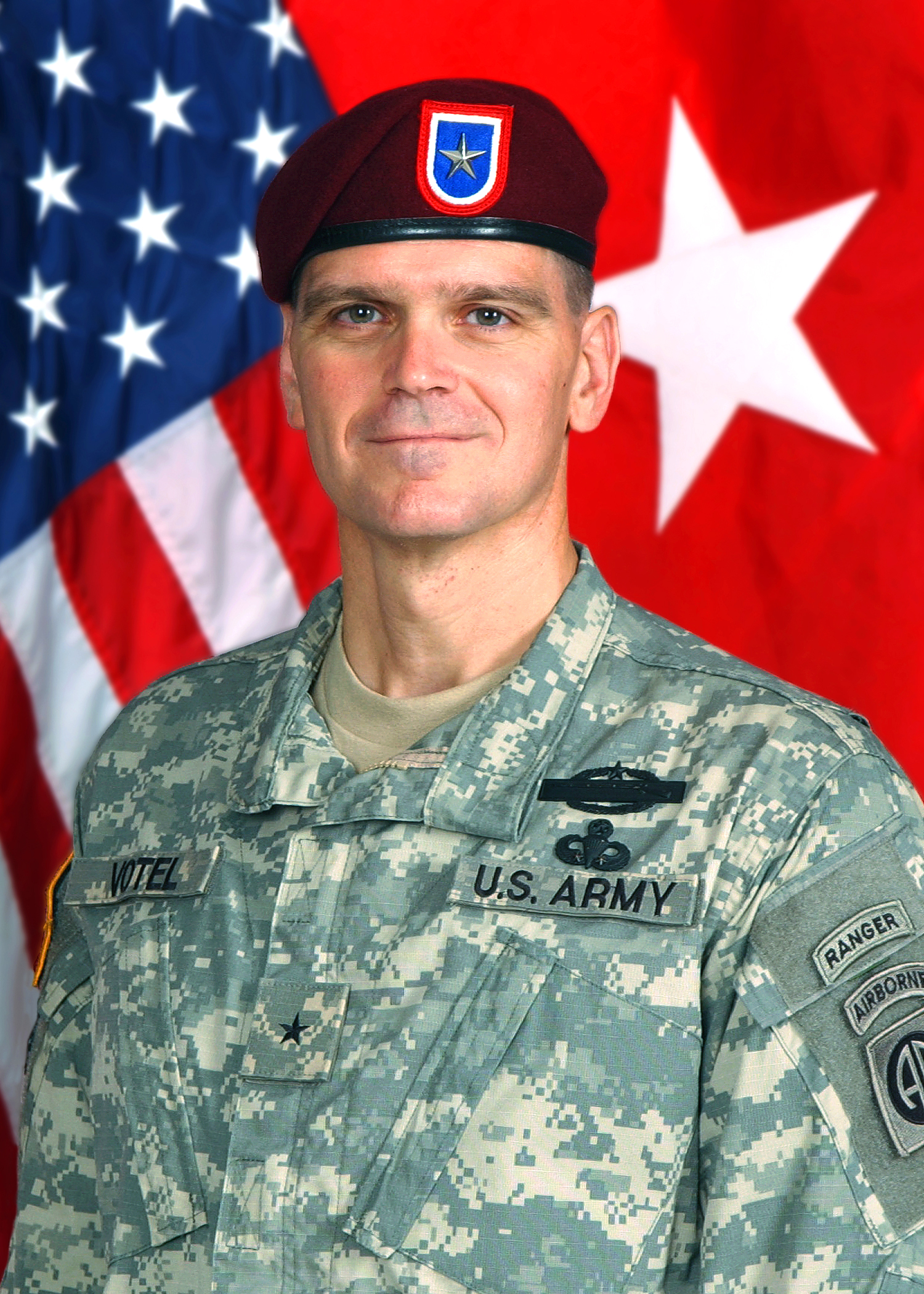
Lieutenant General Joseph Votel w bordowym berecie

Pierwsze berety bordowe nosili żołnierze 509 Pułku Piechoty Spadochronowej. Były to berety w stylu brytyjskim, do ich noszenia amerykanów upoważnił gen. Frederick Browning - "ojciec brytyjskich wojsk spadochronowych" w roku 1943. Berety bordowe nosili również amerykańscy doradcy ds. wojsk powietrznodesantowych w Wietnamie. Były to berety w stylu francuskim. 
W latach 70. żołnierze jednostek powietrznodesantowych USA nieoficjalnie zaczęli nosić berety w kolorze bordowym, wzorując się na innych armiach świata. Beret bordowy stał się przepisowym nakryciem głowy jednostek powietrznodesantowych w dniu 28 listopada 1980.

## Beret zielony

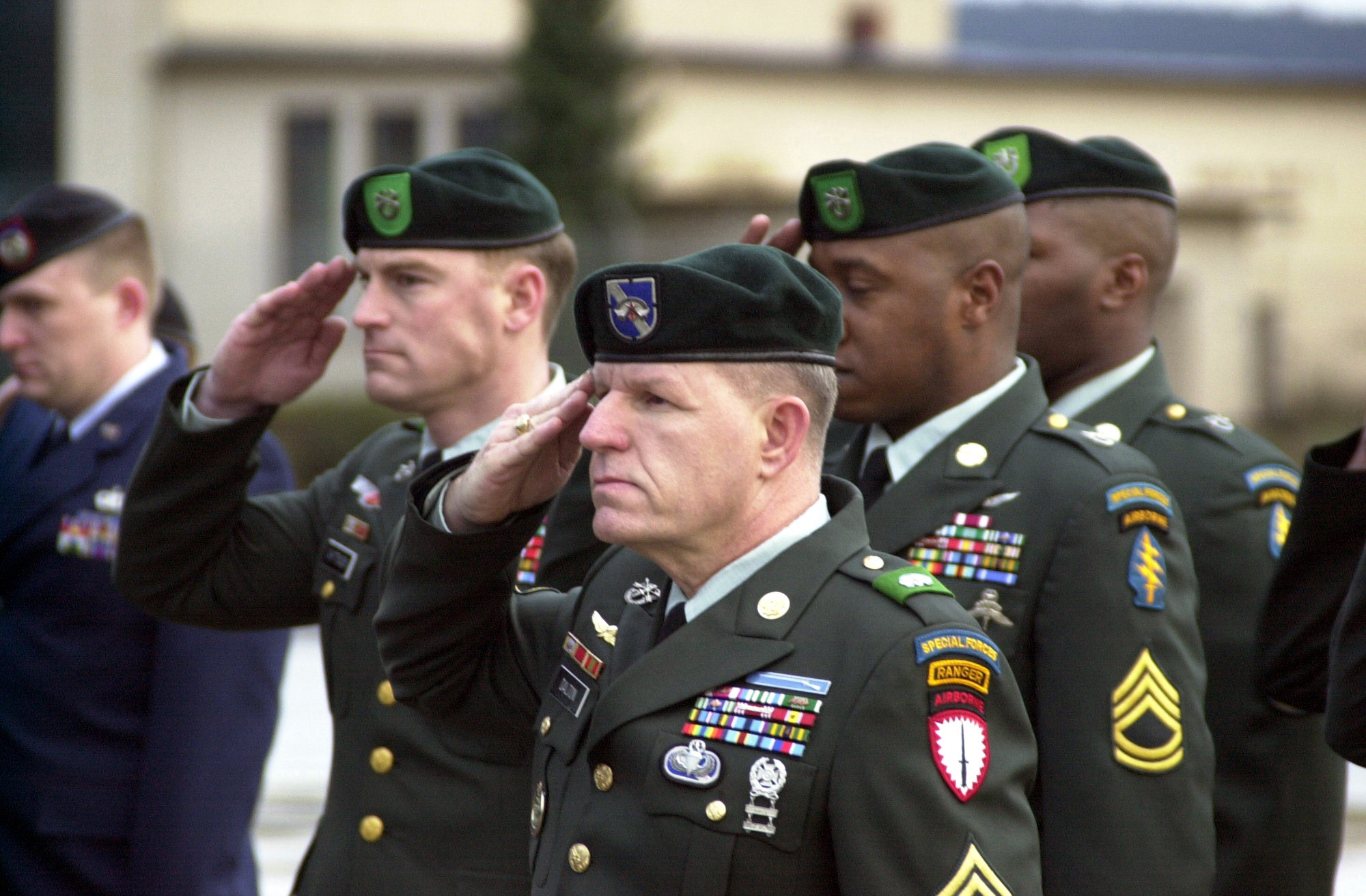
Żołnierze US Army Special Forces w zielonych beretach

Berety koloru zielonego stanowią oficjalne nakrycie głowy US Army Special Forces. "Zielone berety" jest synonimem jednostek specjalnych wojsk lądowych USA. 

## Beret piaskowy

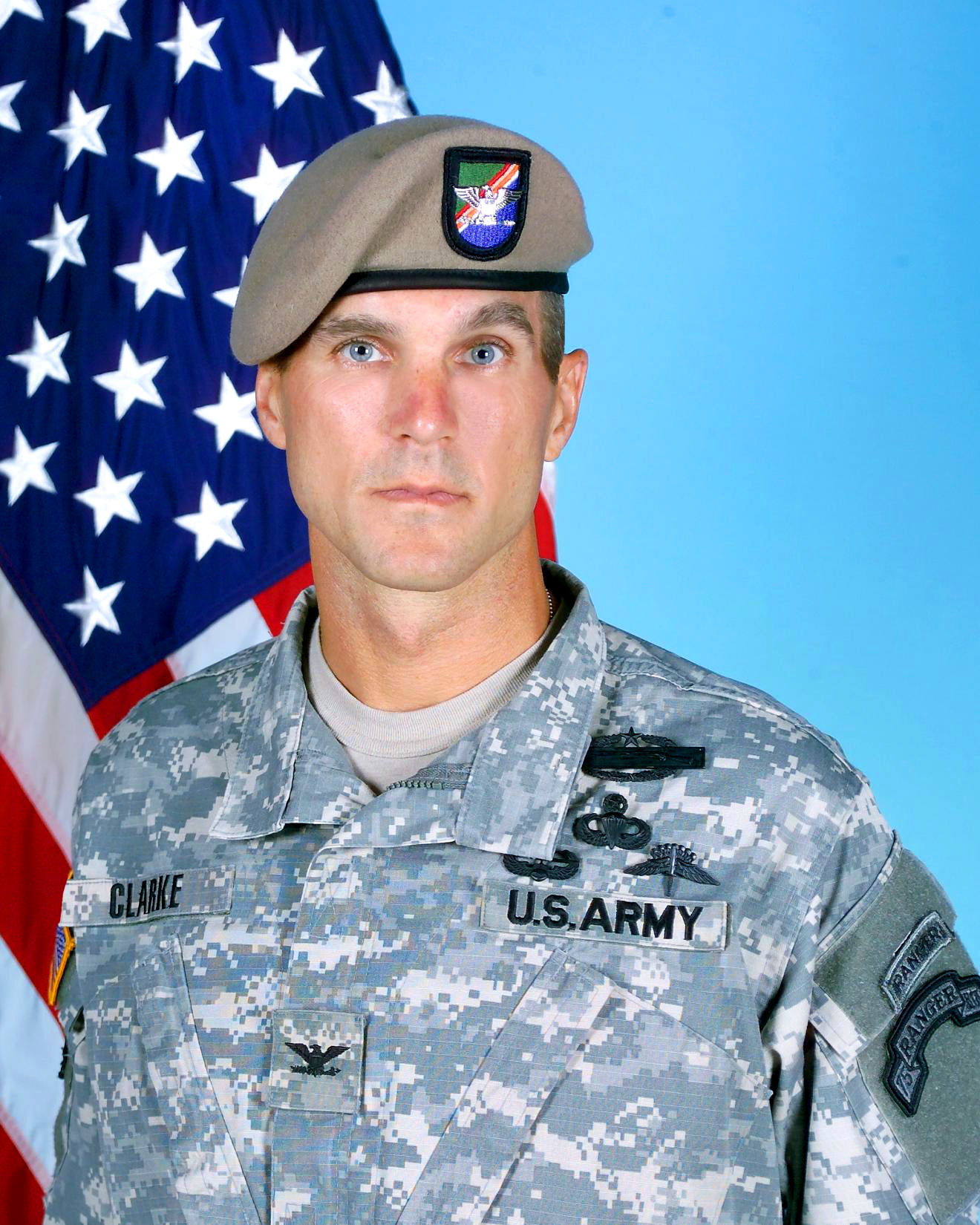
Oficer Rangers w berecie piaskowym

Wraz z wprowadzeniem dla całej armii czarnego beretu pojawiły się protesty żołnierzy Rangers. Do tej pory właśnie czarne berety noszone przez rangersów były ich symbolem. Aby wyróżnić jednostkę Rangers 14 czerwca 2001 roku wprowadzono berety piaskowe jako oficjalne nakrycie głowy oddziałów Rangers. 

## Beret brązowy

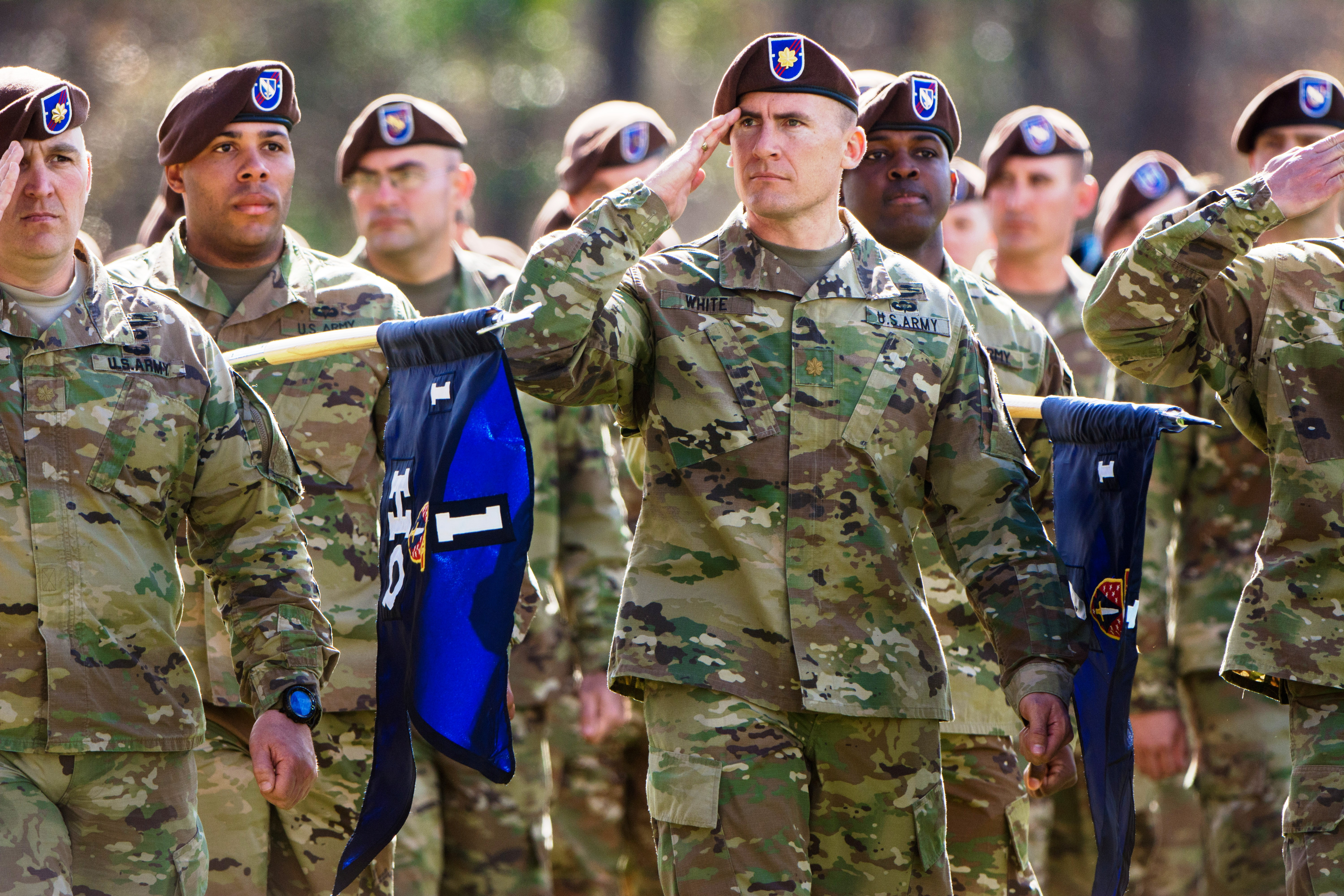
Żołnierze 1 Brygady Wsparcia Sił Bezpieczeństwa (1 SFAB) w brązowych beretach

Formowanym od lutego 2018 roku Brygadom Wsparcia Sił Bezpieczeństwa (SFAB — Security Forces Assistance Brigade) jako znak rozpoznawczy przyznano berety koloru brązowego.